# 春の鐘
『春の鐘』（はるのかね）は1985年11月9日に公開された日本映画。製作は東宝映画。配給は東宝。カラー、ビスタビジョンサイズ。上映時間は128分。

## スタッフ
- 製作：小倉斉
- 原作：立原正秋
- 脚本：高田宏治
- 音楽：久石譲
- 撮影：椎塚彰
- 美術：樋口幸男
- 録音：紅谷愃一
- 照明：粟木原毅
- 編集：鈴木晄
- 助監督：山下賢章
- 製作担当者：森知貴秀
- スチール：石月美徳
- 監督：蔵原惟繕

## キャスト
- 北大路欣也
- 古手川祐子
- 三田佳子
- 中尾彬
- 芦田伸介
- 岡田英次
- 奈良岡朋子

## 製作
鳴海六平太に緒形拳、鳴海範子にいしだあゆみがキャスティングされて製作が進められていたが、緒方が「鳴海を中心にした男性映画に変更したい」と主張し、緒方が降板し、いしだもコンビでの出演だったため、二人同時に降りて、それぞれ北大路欣也と三田佳子に変更となった。この二人でそのまま、東映『火宅の人』の夫婦役にスライドした。例えれば「漁夫の利」であるが、東映はこの二人の出演を熱望していたため、あまりのタイミングの良さであった。
古手川祐子が初ヌードを披露し話題を呼んだが、三田佳子も蔵原惟繕監督が「三田さんが出なければこの作品はやめる」とまで言われて口説かれたため、意気に感じて思い切って初めて脱いだ。しかしこのシーンが長く、蔵原がカットし、肝心のところは映らないシーンのみとなった。
第9回日本アカデミー賞で三田佳子が本作他にて最優秀助演女優賞受賞。